# 대한민국 형사소송법 제159조
대한민국 형사소송법 제159조는 선서 무능력에 대한 형사소송법의 조문이다.

## 조문
제159조(선서 무능력) 증인이 다음 각 호의 1에 해당한 때에는 선서하게 하지 아니하고 신문하여야 한다.
1. 16세미만의 자
2. 선서의 취지를 이해하지 못하는 자

第159條(宣誓 無能力) 證人이 다음 各 號의 1에 該當한 때에는 宣誓하게 하지 아니하고 訊問하여야 한다.
1. 16歲未滿의 者
2. 宣誓의 趣旨를 理解하지 못하는 者

## 해설
법정에서 재판을 할 때 선서를 하는데 
이때의 선서는 거짓을 말하지 않는다는 뜻이다
근데 선서무능력자는 증언을 2번,3번,100번이나
바꾸어도 위증죄에 해당되지않아서 불이익을 받지 않는다
여기서 선서 무능력자의 조건은 1. 16세미만의 자 2. 선서의 취지를 이해하지 못하는 자
이와같다

## 판례
선서무능력자에 대하여 선서하게 하고 신문한 경우라 할지라도 그 선서만이 무효가 되고 증언의 효력에 관하여는 영향이 없고 유효하다.

## 참고 문헌
- 손동권 신이철, 새로운 형사소송법(초판, 2013), 세창, 2013. ISBN 9788984114081